# Osvaldo Moles
Osvaldo Moles   (Santos, 14 de març de 1913 - São Paulo, 14 de maig de 1967) va ser un escriptor, periodista i locutor de ràdio brasiler.
Nascut a Santos el 1913, Moles aviat es va traslladar amb els seus pares a São Paulo. Els seus avantpassats eren immigrants italians.
Va conèixer els modernistes i va començar la seva carrera periodística al Diário Nacional. Influenciat pels viatges etnogràfics de Mário de Andrade, va viatjar pel nord-est. De tornada a São Paulo, va escriure per al Correio Paulistano.
El 1937 va participar en la fundació de PRG-2 Rádio Tupi a São Paulo i, el 1941, per invitació d'Octávio Gabus Mendes, va començar a treballar a PRB-9 Rádio Record, on va conèixer Adoniran Barbosa i hi va iniciar una gran amistat i un parell de treballs. Així doncs, la premsa de São Paulo els va donar els sobrenoms d'"el milionari creador de programes" a Moles i "el milionari creador de tipus" a Barbosa. Junts van escriure molts textos de cançons, per exemple Tiro ao Álvaro.
Es va suïcidar el 1967 i la premsa va silenciar el fet, com era habitual durant la dictadura. Sent una figura de backstage, tot i que molt coneguda a l'època, el silenci de la premsa va contribuir a que la seva obra fos marginada.

## Premis i reconeixements
- 1950: Troféu Roquette Pinto: Millor Programador i Millor Redactor d'humor
- 1952: Prêmio Saci de Cinema - Millor Guió / Roquette Pinto - Programador Popular
- 1953: Prêmio Governador do Estado - Millor Guió, per Simão, o caolho
- 1955: Troféu Roquette Pinto - Millor Programador / Os melhores paulistas de 55 - Categoria Ràdio
- 1956: Troféu Roquette Pinto - Millor Programador
- 1957: Programa Alegria dos Bairros - Millor Productor radiofònic
- 1958: Premis Tupiniquim - Millor Productor / Associação Paulista de Propaganda - Millor programa
- 1959: Revista RM - Prêmio Octávio Gabus Mendes al Millor Productor Radiofònic / Premis Tupiniquim - Millor Productor / Troféu Roquette Pinto - Millor radiofònic programa d'humor / Diploma de Burro de la Facultat São Francisco / Grau de Comanador de l'Honorífica Orde Acadèmica de São Francisco
- 1960: Troféu Roquette Pinto - Premi Especial
- 1964: Associació de professionals de premsa de São Paulo - Jubileu de Plata, en motiu del seu 25è aniversari

## Bibliografia

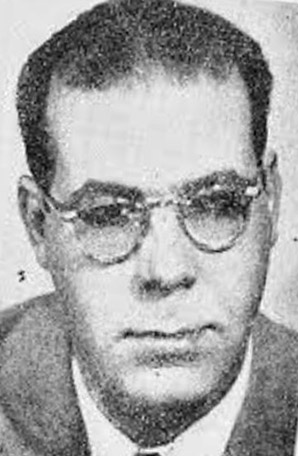
Osvaldo Moles nel 1950